# 白河北殿
白河北殿（しらかわきたどの）または白川北殿は、平安時代後期に京都の白川に存在した院の御所。白河上皇、崇徳上皇などが居とした。白河上皇が造営した院御所の一つ。白河南殿に対する。現在の京都市左京区、熊野神社の西にあった。保元の乱では崇徳上皇の御所となったため、主戦場となり焼失。

## 沿革

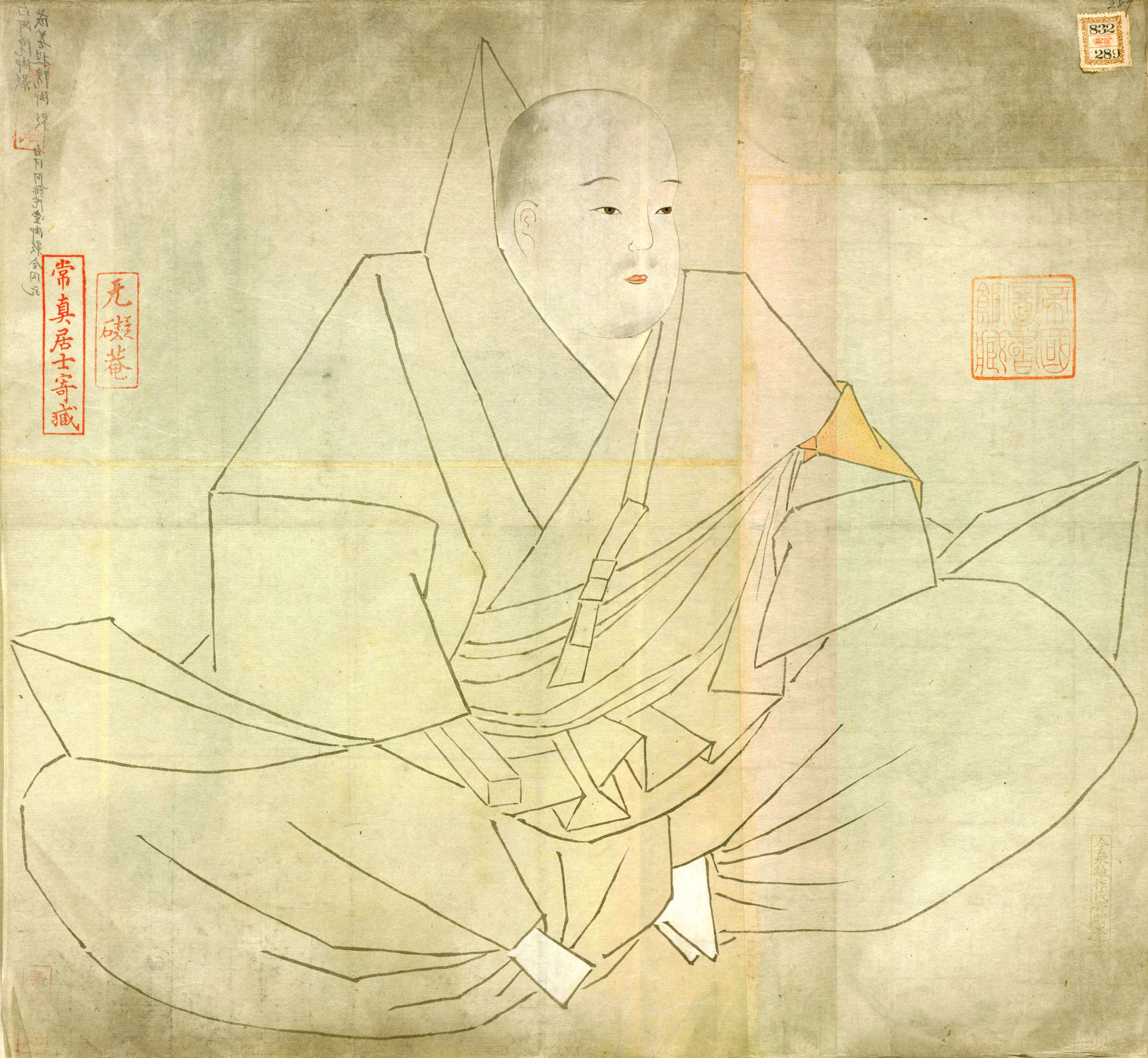
白河上皇

白河法皇は1118年(元永1)に白川泉殿の北に新たに御所を造立し、元来の白川泉殿に対して新たな御所は「白河北殿」と呼ばれて区別した。1129年に白川北殿は拡張改造され、それ以前にもまして華麗なものとなった。白河北殿は、白河上皇の院御所の内の一つであり、隣接地にあった白川泉殿と白河北殿の2つの御所を行き来しながら院政を行ったと言う。また、白河北殿は白川泉殿に対して北殿や北新御所と称された御所となった。その後は上西門院の御所となっていた事もあった。しかし、保元元年（1156年)7月に崇徳上皇がこの地に移り、保元の乱が勃発するとともに敵対する平清盛らの軍勢によって放火され焼失した。

## 現在
現在は石標のみが跡地に残っており、その石標はその御所跡を示すものとなっている。
| サブスタブ | この項目は、まだ閲覧者の調べものの参照としては役立たない、書きかけの項目です。この項目を加筆・訂正などしてくださる協力者を求めています。このテンプレートは分野別のサブスタブテンプレートやスタブテンプレート（Wikipedia:分野別のスタブテンプレート参照）に変更することが望まれています。 |